# Aromata
Aromata (Clathrotropis brachypetala (Tul.) Kleinhoonte, Synonym: Diplotropis brachypetala Tul.) ist eine Pflanzenart aus der Gattung Clathrotropis innerhalb der Familie der Hülsenfrüchtler (Fabaceae) gehört. Sie wird als Heil- und Giftpflanze verwendet und stammt aus dem tropischen Regenwald von den Guyanas bis Venezuela, Kolumbien sowie auf der karibischen Insel Trinidad.
Sein Name „Aromata“ (Arawak) stammt von dem stechenden Geruch, den die Laubblätter und Rinde absondern und der Kopfschmerzen verursachen kann, was für die Giftigkeit spricht. Ähnlich in der Wirkung ist Alexa imperatricis.

## Beschreibung

### Vegetative Merkmale
Aromata wächst als schlanker immergrüne Baum und erreicht Wuchshöhen von bis zu 30 Metern und Stammdurchmesser von 40 bis 50 Zentimeter oder einiges mehr. Er hat eine bräunlich bis grünliche Borke. Brettwurzeln werden keine gebildet, aber Wurzelanläufe.
Die Laubblätter sind wechselständig angeordnet. Die unpaarig gefiederten enthalten sieben Fiederblättchen. Die ledrigen, kahlen Fiederblättchen sind bei einer Länge von bis zu 20 Zentimeter sowie einer Breite von bis zu 10 Zentimeter eiförmig bis -lanzettlich mit bespitztem oberen Ende. Die Nebenblätter sind relativ klein.

### Generative Merkmale
Die end- oder achselständigen, rispigen Blütenstände sind rostig-braun mit kleinen, abfallenden Deckblättern. Die Blütenstiele sind kurz.
Die zwittrigen Blüten sind zygomorph und fünfzählig mit doppelter Blütenhülle. Fünf ledrige Kelchblätter sind zu einem rosafarbenen Kelch mit kurzen Zipfeln verwachsen, der etwa 6 mm lang ist. Die fünf dicken, weißen und kurz genagelten Kronblätter sind bis 8 mm lang sowie 6 mm breit und sind in der Form von Schmetterlingsblüten angeordnet. Es sind zehn leicht ungleiche, fertile und mehr oder weniger freie Staubblätter vorhanden. Das behaarte, fast sitzende Fruchtblatt ist oberständig. 
Die holzige, bräunliche und kahle bis leicht samtig behaarte, kurz bespitzte Hülsenfrucht mit verdickten Nähten, ist 15 bis 20 Zentimeter lang sowie 5 bis 7 Zentimeter breit und enthält nur ein bis zwei Samen. Die etwas abgeflachten Samen sind etwa 4 × 3 × 2 Zentimeter groß.

## Vorkommen
In den Guyanas wächst er im Regenwald entlang von Flüssen, Bachläufen oder in Sümpfen, in saisonal überfluteten Wäldern.

## Taxonomie
Die Erstbeschreibung erfolgte 1844 unter dem Namen (Basionym) Diplotropis brachypetala durch Louis René Tulasne in Archives du Museum d'Histoire Naturelle, Band 4, Seite 111. Die Neukombination zu Clathrotropis brachypetala (Tul.) Kleinhoonte wurde 1926 durch Anthonia Kleinhoonte in Recueil des Travaux Botaniques Néerlandais Band 22 auf Seite 398 veröffentlicht. Ein Synonym für Clathrotropis brachypetala (Tul.) Kleinhoonte ist Cabari brachypetala (Tul.) Gregório & D.B.O.S.Cardoso.

## Nutzung
Aromata genießt bei den Indianern ein hohes Ansehen als Heilpflanze. Die frische Innenrinde wirkt als Umschlag gegen zahlreiche gefährliche Hautparasiten, darunter sogar die gefürchteten Leishmaniose-Erreger. Auch dient dieser Umschlag oder der Rindensaft zur Bekämpfung von Läusen, Flöhen und Zecken oder gegen Abszesse und Skorpionstichen oder Schlangenbissen.
Wesentlich gefährlicher sind innere Anwendungen des Saftes. Erfahrene Medizinleute nutzen diese Möglichkeit trotzdem, denn auch sehr kleine Mengen bekämpfen das Gift der Aimaralli-Schlange (Helicops angulata) und der  Labaria-Schlange (Bothrops asper) effektiv, allerdings nur das Gift dieser Schlangen. Wirksame Inhaltsstoffe sind verschiedene Alkaloide.
Der Rindensaft kann auch als Fischgift, Barbasco, verwendet werden.
Das moderat beständige Holz ist hart sowie schwer und wird als Blackheart, Timbó oder Sapán bekannt.